# Some Kind Of Winter
Albums de Sirsy
Ruby
(2004) Uncovered
(2006)
Some Kind Of Winter est le premier maxi du duo new-yorkais Sirsy. Ce maxi contient 6 chansons parlant toutes des fêtes de Noël.

## Liste des titres
1. Please Come Home For Christmas - 3:51
2. Rocking Around The Christmas Tree - 2:17
3. Santa Baby	 - 3:29
4. Happy Christmas - 3:34
5. Have Yourself a Merry Little Christmas - 2:16
6. Some Kind Of Winter - 4:19